# Gowdanakunte, Dod Ballapur
Gowdanakunte là một làng thuộc tehsil Dod Ballapur, huyện Bangalore Rural, bang Karnataka, Ấn Độ.